# Apicia lepida
Apicia lepida là một loài bướm đêm trong họ Geometridae.